# Gottardo Arena
Die Gottardo Arena (deutsch Gotthard Arena, auch Neue Valascia oder Nuovo Valascia) ist eine Eissport- und Mehrzweckhalle des Eishockeyclubs HC Ambrì-Piotta in der Gemeinde Quinto, Kanton Tessin, in der italienischsprachigen Schweiz.

## Geschichte
Über viele Jahre gab es regelmässig Diskussionen um eine mögliche Renovierung der Pista la Valascia oder einen fälligen Neubau einer Mehrzweckhalle. Die Grundsteinlegung für die neue Valascia erfolgte im Dezember 2018, der Bau der 6775 Zuschauer fassenden Halle auf dem Gelände des alten Flugfelds von Ambri begann im April 2019. Die totalen Kosten, inklusive des Rückbaus der alten Pista la Valascia, sollen bei 53 Millionen CHF liegen.
Im März 2020 wurden die Bauarbeiten wegen der COVID-19-Pandemie bis auf Weiteres gestoppt., wurden aber später im Zwei-Schicht-System fortgesetzt. Am 24. April 2021 wurde den Fans in einem Livestream die neue Heimat des HCAP vorgestellt und die Eröffnung zunächst auf August 2021 terminiert. Anfang September wurde das erste Spiel in der neuen Halle auf den 11. September 2021 terminiert. Ambrì-Piotta gewann mit 6:2 gegen Fribourg-Gottéron. Der erste Torschütze war Johnny Kneubuehler. Die offizielle Eröffnung war aufgrund von noch ausstehenden Restarbeiten für Dezember 2021 vorgesehen, musste jedoch aufgrund der andauernden Pandemie auf unbestimmte Zeit verschoben werden.